# Plantel da Total Nonstop Action Wrestling
Impact Wrestling é uma promoção de luta livre profissional com sede em Nashville, Tennessee. O pessoal do Impact Wrestling consiste em lutadores profissionais, gerentes, comentaristas, locutores de ringue, entrevistadores, árbitros, treinadores, produtores, roteiristas e vários outros cargos.  Os executivos também estão listados.
Lutadores ativos e talentos na tela aparecem no Impact, pay-per-views e em eventos ao vivo não televisionados. O pessoal está organizado abaixo por seu papel no Impact Wrestling. Seu nome no ringue está à esquerda e seu nome verdadeiro está à direita. Impact Wrestling refere-se a seus artistas femininos como "Knockouts".
A Impact Wrestling tem parcerias com várias promoções nacionais e internacionais, como a New Japan Pro-Wrestling (NJPW) do Japão, a National Wrestling Alliance (NWA) e a Lucha Libre AAA Worldwide (AAA) do México. Como tal, os lutadores dessas empresas também podem fazer aparições periódicas na programação do Impact, e o Impact reconhece quando um de seus lutadores detém um campeonato de uma promoção de parceiro.
A Ohio Valley Wrestling (OVW), com sede nos Estados Unidos, e a Border City Wrestling (BCW), com sede no Canadá, servem como territórios de desenvolvimento para a Impact Wrestling, portanto, talentos da OVW e da BCW também podem aparecer periodicamente na Impact.

## Plantel

### Divisão Masculina

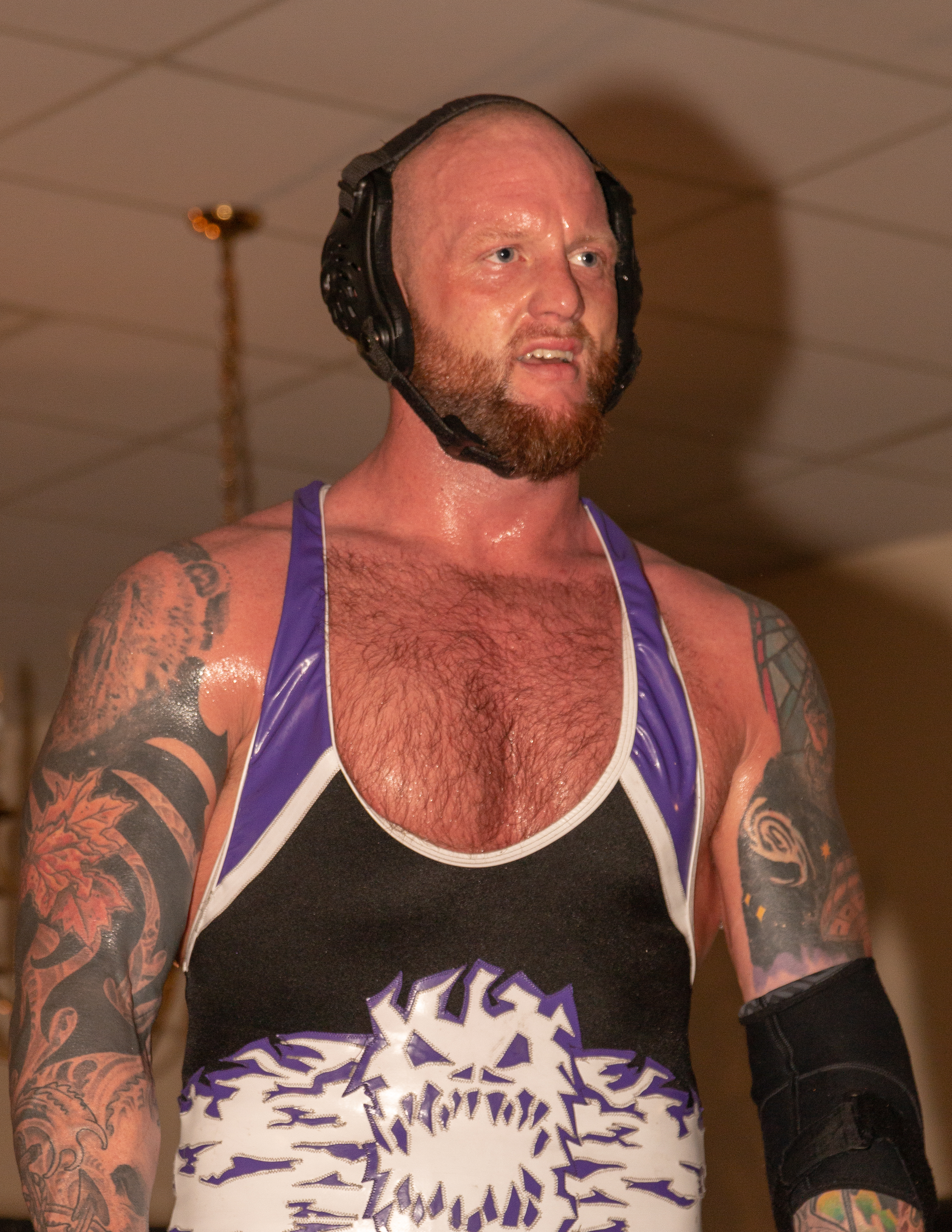
Josh Alexander

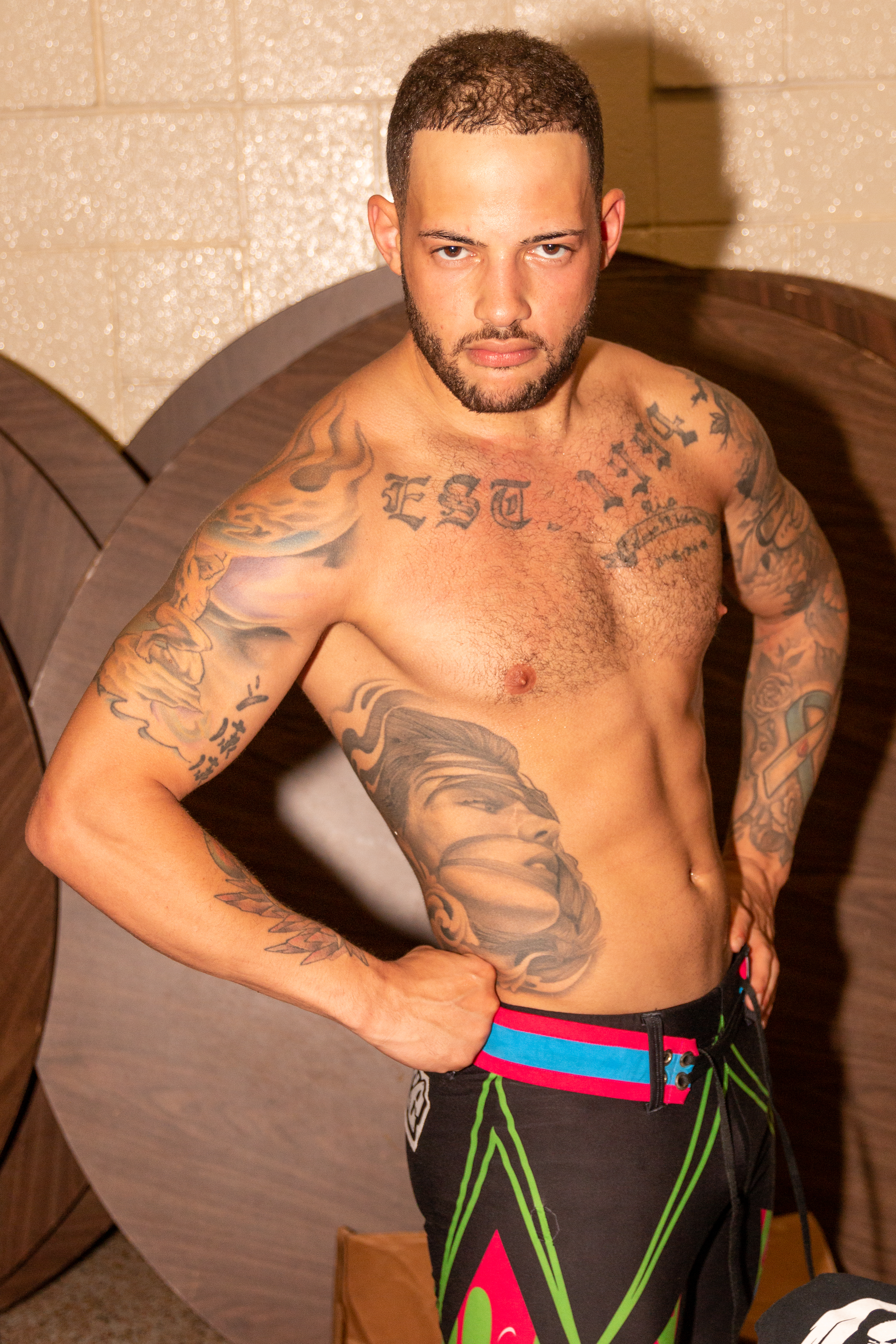
Trey Miguel

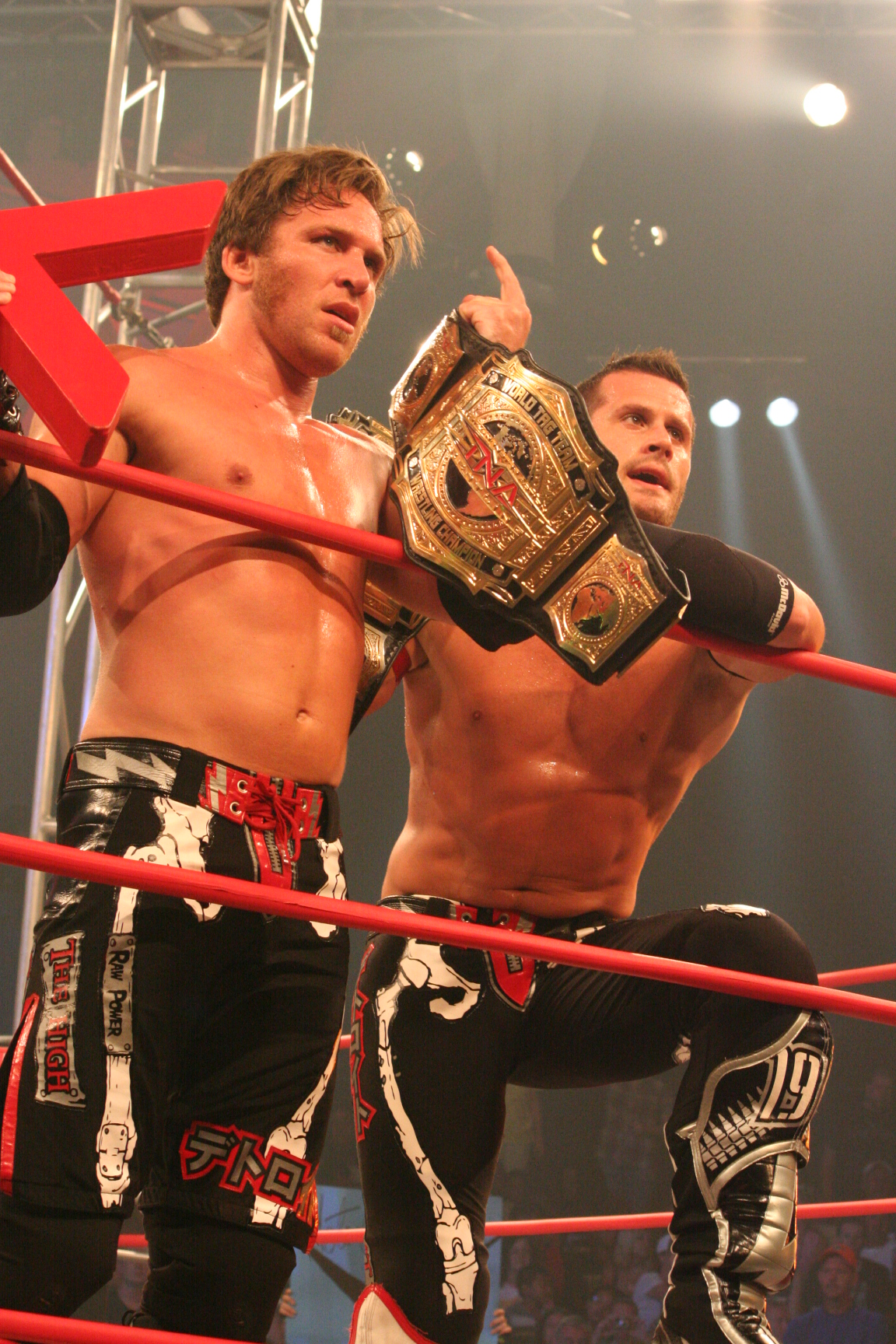
The Motor City Machine Guns - Chris Sabin (esquerda) e Alex Shelley

| Nome no ringue   | Nome real                 | Notas                                                           |
| ---------------- | ------------------------- | --------------------------------------------------------------- |
| Ace Austin       | Austin Highley            |                                                                 |
| Aiden Prince     | Michael Lopaz             |                                                                 |
| Alex Shelley     | Patrick Martin            | Campeão Mundial de Duplas Campeão de Duplas Peso Aberto da NJPW |
| Angels           | Trey Tucker               | [ 9 ] [ 10 ]                                                    |
| Anthony Greene   | Anthony Greene            | [ 12 ]                                                          |
| Bhupinder Gujjar | Bhupinder Gujjar          |                                                                 |
| Black Taurus     | Desconhecido              |                                                                 |
| Brian Myers      | Brian Myers               |                                                                 |
| Bully Ray        | Mark LoMonaco             | Hall da Fama                                                    |
| Chris Bey        | Chris Bey                 |                                                                 |
| Chris Sabin      | Joshua Harter             | Campeão Mundial de Duplas Campeão de Duplas Peso Aberto da NJPW |
| Crazzy Steve     | Steven Scott              |                                                                 |
| Deaner           | Christopher Gray          | Produtor                                                        |
| Delirious        | Hunter Johnson            | Produtor                                                        |
| Eddie Edwards    | Eric Maher                |                                                                 |
| Heath            | Heath Miller              |                                                                 |
| Jack Price       | Jack Price                |                                                                 |
| Jai Vidal        | Bruno Colon               | [ 31 ]                                                          |
| Jason Hotch      | Jason Hotch               |                                                                 |
| Joe Doering      | Joseph Doering            | Inativo; cirurgia de câncer                                     |
| Joe Hendry       | Joseph Hendry             | Campeão de Mídia Digital                                        |
| John Skyler      | Johnathan Brumbaugh       |                                                                 |
| Johnny Swinger   | Joseph Dorgan             |                                                                 |
| Jonathan Gresham | Jonathan Gresham          |                                                                 |
| Josh Alexander   | Joshua Lemay              | Campeão Mundial                                                 |
| Kenny King       | Kenneth Layne             |                                                                 |
| Kon              | Ryan Parmeter             | [ 10 ]                                                          |
| Laredo Kid       | Undisclosed               | Inativo; cirurgia abdominal                                     |
| Matt Cardona     | Matthew Cardona           |                                                                 |
| Mike Bailey      | Émile Baillargeon-Laberge |                                                                 |
| Moose            | Quinn Ojinnaka            |                                                                 |
| PCO              | Carl Ouellet              |                                                                 |
| Raj Singh        | Munraj Sahota             |                                                                 |
| Rhino            | Terrance Gerin            |                                                                 |
| Rich Swann       | Richard Swann             |                                                                 |
| Sami Callihan    | Samuel Johnston           |                                                                 |
| Shera            | Amanpreet Randhawa        |                                                                 |
| Shogun           | Jackson Stone             |                                                                 |
| Steve Maclin     | Steven Kupryk             |                                                                 |
| Tommy Dreamer    | Thomas Loughlin           | Produtor                                                        |
| Trey Miguel      | Trey McBrayer             | Campeão da Divisão X                                            |
| Yuya Uemura      | Yuya Uemura               |                                                                 |
| Zicky Dice       | Nick Zoppo                |                                                                 |

### Divisão Feminina (Knockouts)

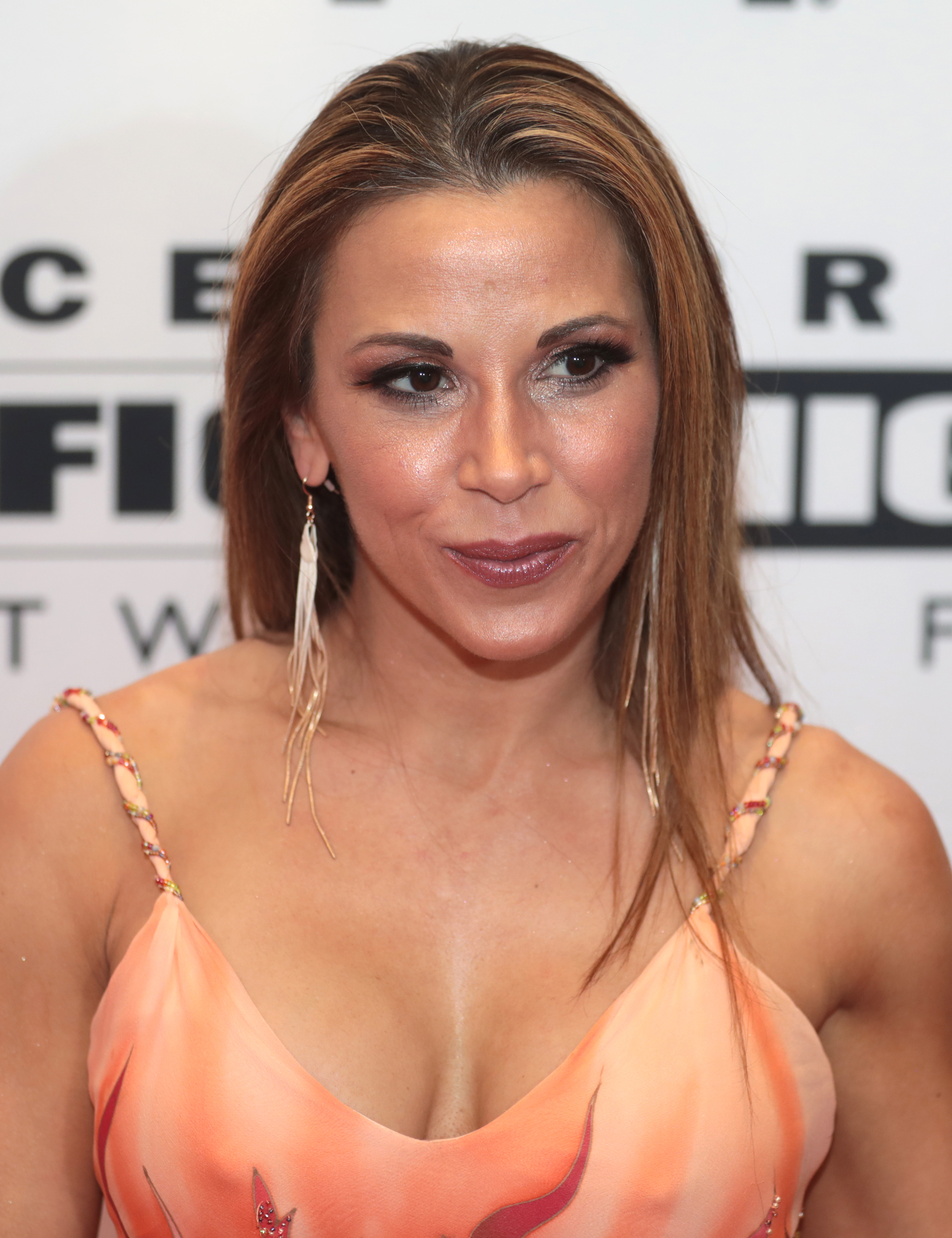
Mickie James

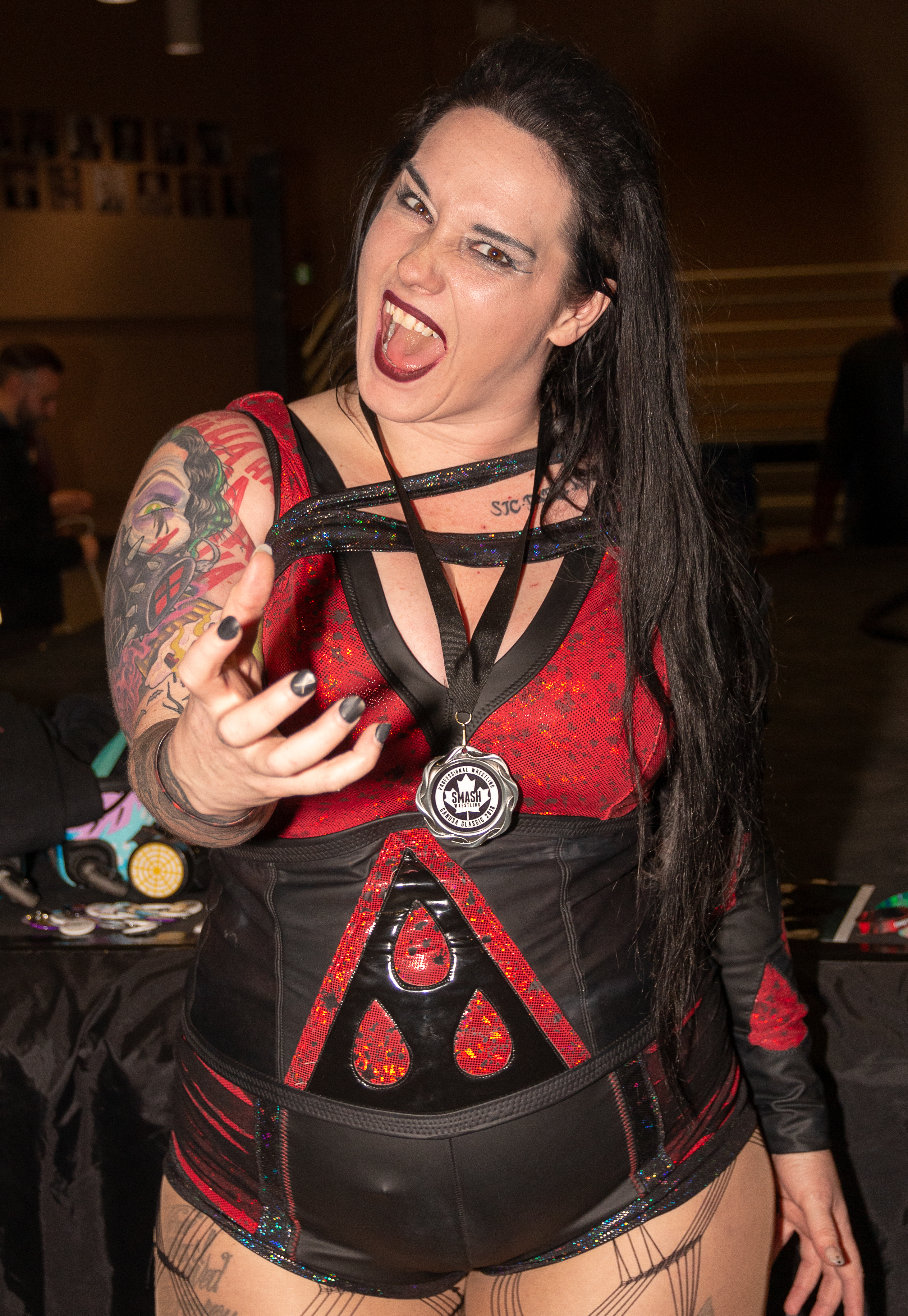
Jessicka

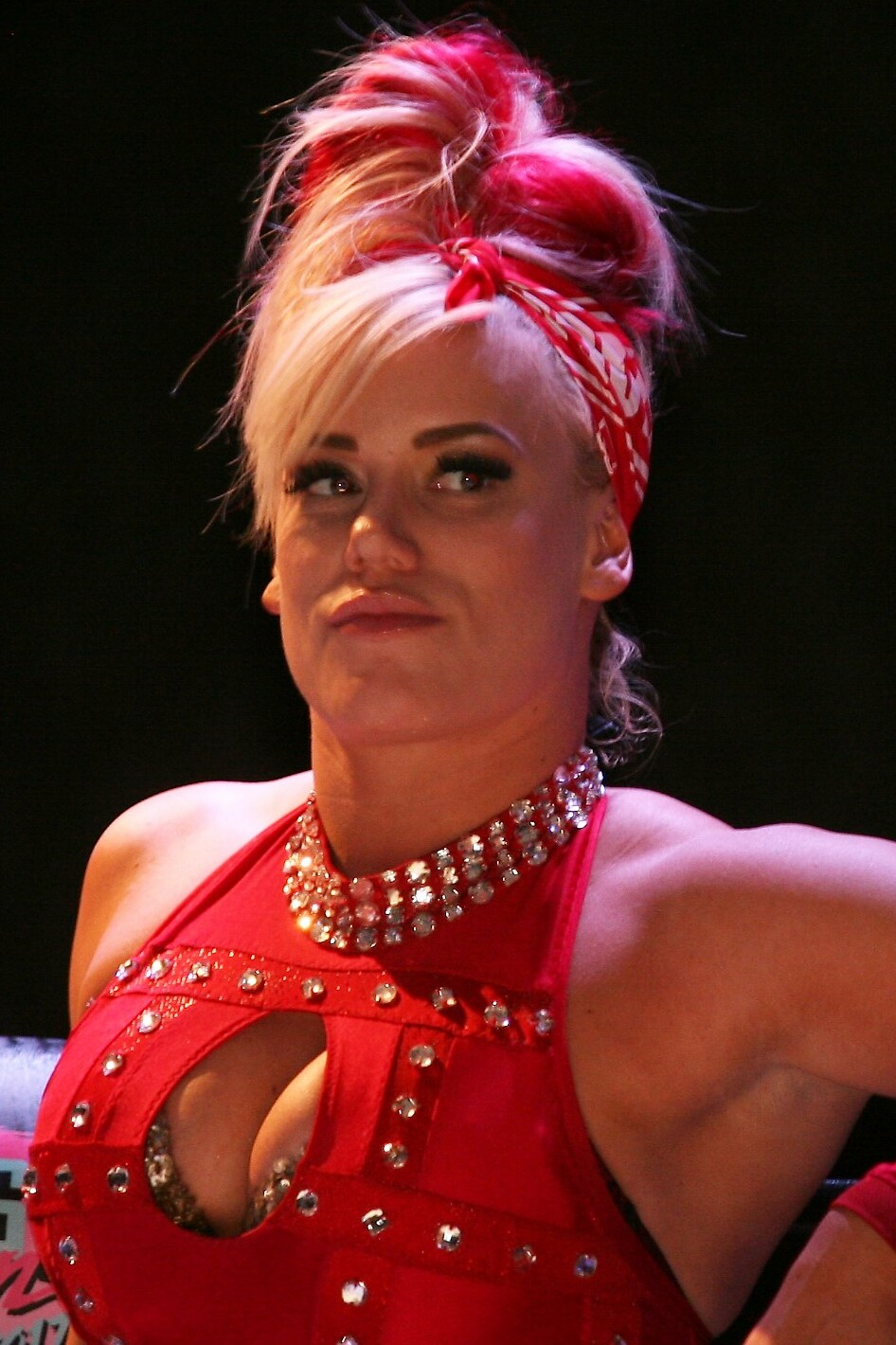
Taya Valkyrie

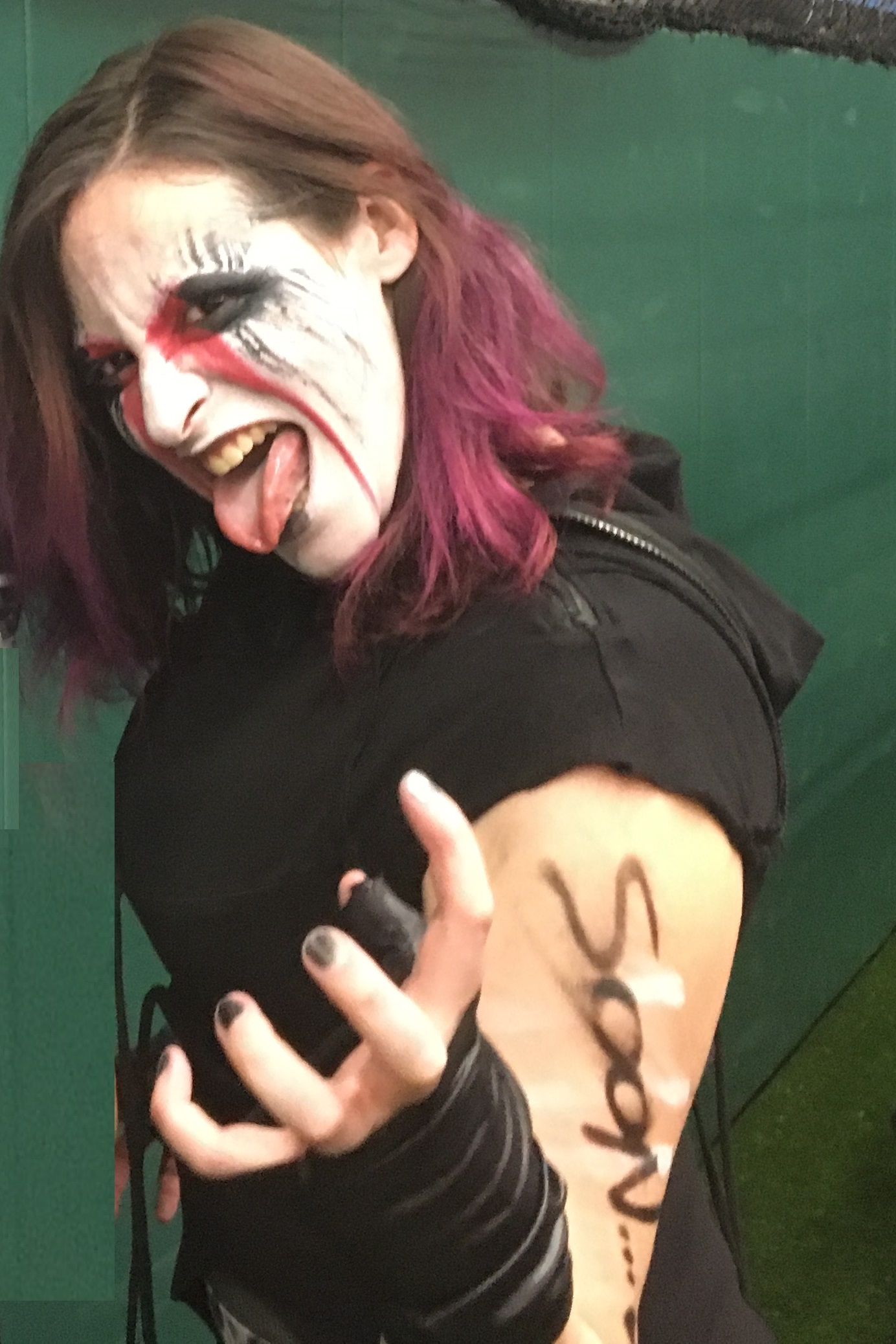
Rosemary

| Nome no ringue  | Nome real               | Notas                                                  |
| --------------- | ----------------------- | ------------------------------------------------------ |
| Alisha Edwards  | Alisha Maher            |                                                        |
| Deonna Purrazzo | Deonna Purrazzo         |                                                        |
| Gisele Shaw     | Gisele Mayordo          |                                                        |
| Jessicka        | Jessica Cricks          | Campeã de Duplas Knockouts                             |
| Jordynne Grace  | Patricia Parker         |                                                        |
| Killer Kelly    | Raquel Lourenço-Winkler |                                                        |
| Kimber Lee      | Kimberly Fraankele      |                                                        |
| Masha Slamovich | Ann Khozine             |                                                        |
| Mickie James    | Mickie James-Aldis      | Campeã Knockouts                                       |
| Rosemary        | Holly Letkeman          | Campeã de Duplas Knockouts                             |
| Savannah Evans  | Rachel Freeman          |                                                        |
| Su Yung         | Vannarah Riggs          | Inativo; licença maternidade                           |
| Tasha Steelz    | Latasha Harris          |                                                        |
| Taya Valkyrie   | Kira Magnin-Forster     | Campeã de Duplas Knockouts Campeão Reina de Reinas AAA |
| Taylor Wilde    | Shantelle Malawski      |                                                        |

## Outro pessoal no ar
| Nome no ringue  | Nome real       | Notas                 |
| --------------- | --------------- | --------------------- |
| Santino Marella | Anthony Carelli | Diretor de Autoridade |

## Árbitros(as)
| Nome no ringue  | Nome real       | Notas         |
| --------------- | --------------- | ------------- |
| Allison Leigh   | Allison Leigh   | [ 83 ] [ 84 ] |
| Brandon Tolle   | Brandon Tolle   | [ 85 ]        |
| Daniel Spencer  | Daniel Spencer  | [ 86 ]        |
| Darrick Moore   | Darrick Moore   | [ 87 ]        |
| Frank Gastineau | Frank Gastineau | [ 88 ]        |

## Equipe de transmissão

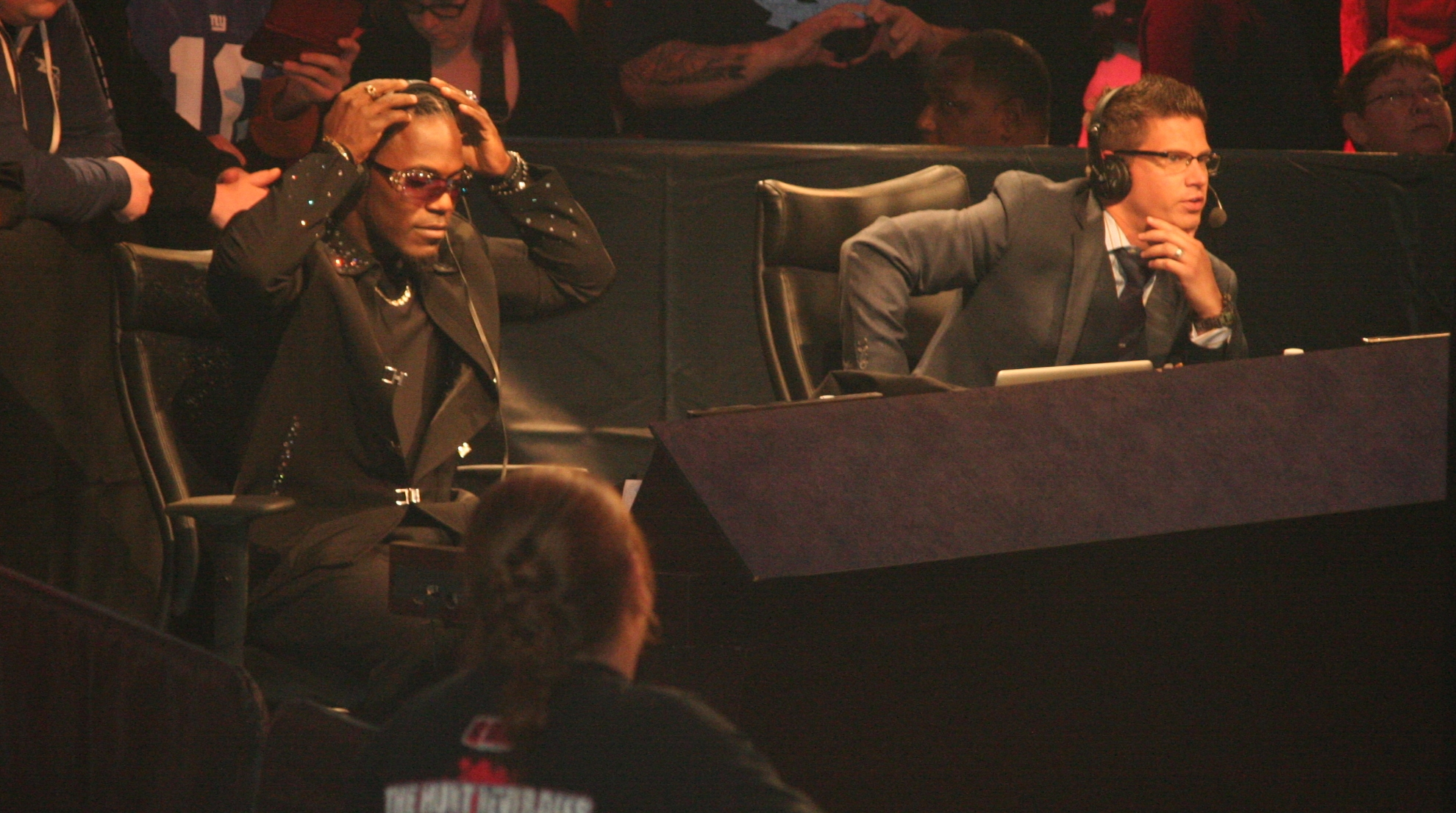

| Nome no ringue   | Nome real        | Notas                                                       |
| ---------------- | ---------------- | ----------------------------------------------------------- |
| David Penzer     | David Penzer     | Locutor de ringue                                           |
| George Iceman    | George Menenzes  | Anfitrião de Behind the Lights on Twitch Loucutor de ringue |
| Gia Miller       | Georgia Milton   | Entrevistadora de bastidores                                |
| Matthew Rehwoldt | Matthew Rehwoldt | Comentarista                                                |
| Oleg Prudius     | Oleg Prudius     | Comentarista de língua russa                                |
| Tom Hannifan     | Thomas Hannifan  | Comentarista                                                |

## Produtores
| Nome no ringue | Nome real            | Notas                                          |
| -------------- | -------------------- | ---------------------------------------------- |
| Christy Hemme  | Christina Hemme      |                                                |
| Gail Kim       | Gail Kim-Irvine      | Hall da Fama Relacionamento com Talentos       |
| Jimmy Jacobs   | Christopher Scoville | Escritor criativo                              |
| John E. Bravo  | John Mellnick        | Supervisor de Produção                         |
| Josh Mathews   | Joshua Lomberger     | Produtor Sênior Diretor Sênior - Mídia Digital |
| Lance Storm    | Lance Evers          | [ 103 ]                                        |
| R.D. Evans     | Robert Evans         | Escritor criativo                              |

## Executivos

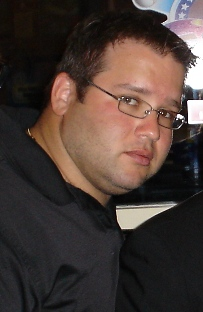
Scott D'Amore

| Nome no ringue | Nome real     | Notas                                                                                                |
| -------------- | ------------- | --- |
| David Sahadi   | David Sahadi  | Diretor criativo                                                                                     |
| Ed Nordholm    | Ed Nordholm   | Diretor Corporativo da Anthem Presidente do Grupo Anthem Sports Media Presidente da Impact Wrestling |
| Leonard Asper  | Leonard Asper | Fundador/Presidente/CEO – Anthem Sports & Entertainment                                              |
| Lou D'Angeli   | Lou D'Angeli  | Marketing                                                                                            |
| Scott D'Amore  | Scott D'Amore | Vice Presidente Executivo Produtor Executivo Chefe de Criação                                        |